# Salacia cornifolia
Salacia cornifolia är en benvedsväxtart som beskrevs av Joseph Dalton Hooker. Salacia cornifolia ingår i släktet Salacia och familjen Celastraceae. Inga underarter finns listade.